# Franz Steinfeld

Franz Steinfeld, Radierung von Franz Xaver Stöber nach Josef Danhauser, 1842

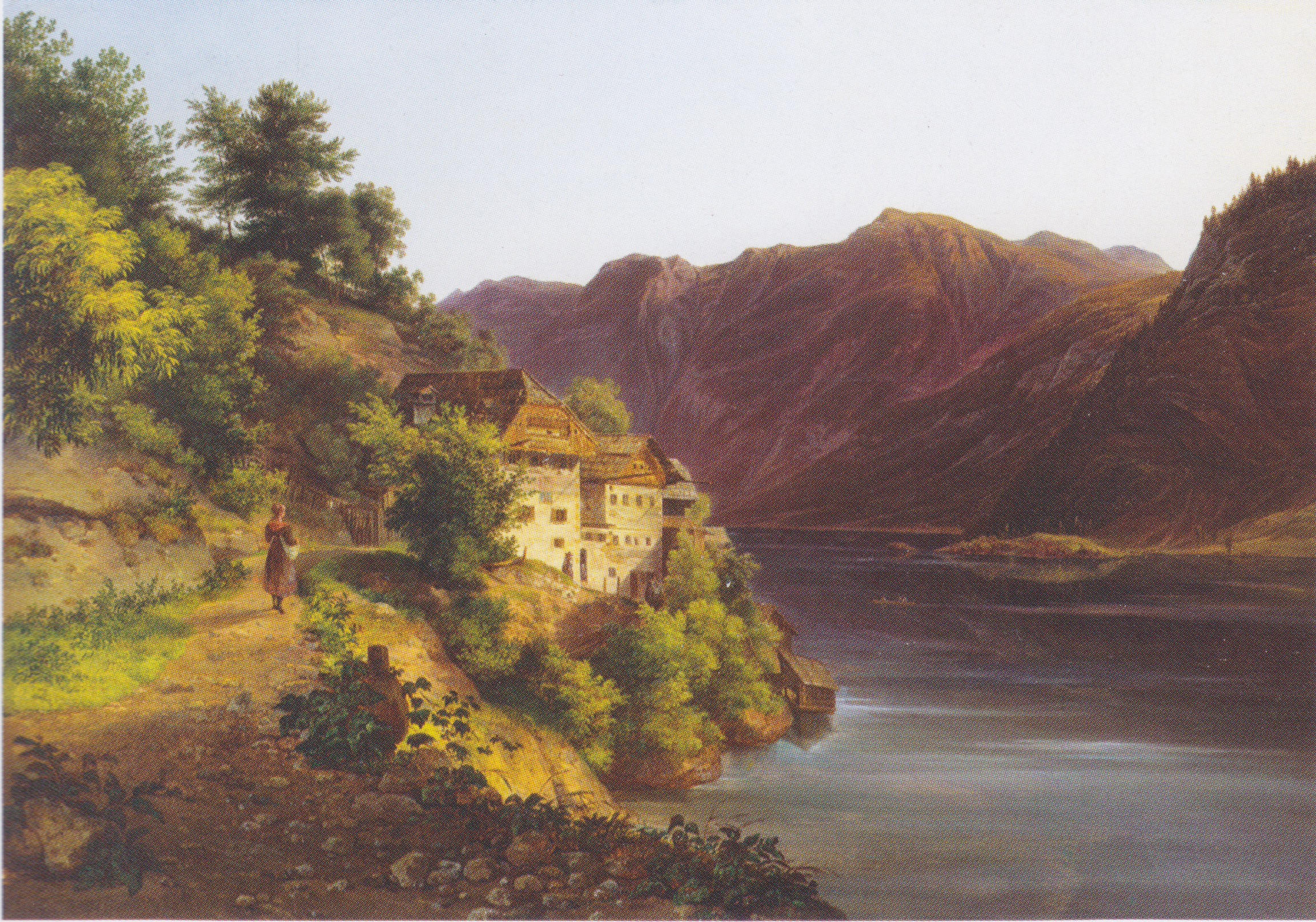
Ansicht von Hallstatt (1824)

Franz Steinfeld der Jüngere (* 26. März 1787 in Mariahilf; † 5. November 1868 in Písek, Böhmen) war ein österreichischer Maler.

## Leben
Franz Steinfeld wurde geboren in der Wiener Vorstadt Mariahilf im Haus „Zum braunen Adler“, heute Lindengasse 11. Er war der Sohn des gleichnamigen Bildhauers Franz Steinfeld der Ältere (1750–1832). Bei diesem erlernte der Sohn zunächst die Bildhauerei, wechselte dann aber auf Anregung von Francesco Vasanova an die Wiener Akademie der bildenden Künste zu Laurenz Janscha, Martin von Molitor und Albrecht Christoph Dies. 1805 trat Steinfeld eine Studienreise an den Rhein und in die Niederlande an, bei der er sich besonders mit Jacob van Ruisdael befasste.
Er heiratete 1815 die aus einer Künstlerfamilie stammende Dorothea Fertbauer, deren Bruder der Landschaftsmaler Leopold Fertbauer und deren Onkel der Historienmaler Leopold Lieb waren. 1815–1835 war Steinfeld Kammermaler des Erzherzogs Anton Viktor.
1822 stellte Steinfeld erstmals in der Akademie aus und wurde ein Jahr später Mitglied. Schließlich wurde er dort 1837 Korrektor in der Landschaftsklasse und 1845–1850 Professor. Steinfeld verfolgte ähnliche Ziele wie sein Kollege Ferdinand Georg Waldmüller, er forderte das Studium vor der Natur und eckte mit seinem Vorschlag, die Fenster in der Akademie zu vergrößern („Mehr Licht!“), an. Einige seiner Schüler wurden bedeutende Künstler. Neben jährlichen Reisen in die Alpen besuchte Steinfeld auch Italien, Deutschland und die Schweiz, und machte gemeinsam mit Josef Danhauser 1842 eine Reise nach Belgien und Holland. Auf einer seiner Reisen starb Steinfeld in Böhmen.
1901 wurde die Steinfeldgasse in Wien-Heiligenstadt nach dem Künstler benannt.
Der Maler Wilhelm Steinfeld (1816–1854) war der Sohn von Franz Steinfeld.
Im Jahr 2023 widmete ihm die Neue Galerie Graz eine Personale unter dem Titel Alpen im Blick.

## Werke
Franz Steinfeld war in erster Linie Landschaftsmaler, aber auch Radierer und Lithograf. Bereits nach seiner ersten Studienreise 1805 schuf er vor allem Landschaftsstudien aus der Umgebung von Wien. Er war einer der Ersten, die die Alpen als Motiv ihrer Bilder entdeckten, und gilt als erster Stimmungsmaler in der österreichischen Kunst. Er brach mit der barocken Auffassung der Landschaftsmalerei und wurde zum Begründer der klassischen Biedermeierlandschaft.
- Blick auf den Hallstätter See (St. Pölten, Museum Niederösterreich, Inv. Nr. 5862), 1824, Öl auf Holz, 59,3×83 cm;
- Altausseer See mit Trisselwand (Graz, Landesmuseum Joanneum), um 1825
- Landschaft mit Bäuerin (Wien Museum), 1830
- Im Höllental (St. Pölten, Museum Niederösterreich, Inv. Nr. 437), 1837, Öl auf Holz
- Der Hallstätter See (Wien, Österreichische Galerie Belvedere), 1834, Öl auf Holz
- Dachstein mit Hallstätter See (Salzburg, Residenzgalerie, Inv. Nr. 487), Öl auf Holz, 55×44 cm